# Sant Esteve de Tordera
Sant Esteve de Tordera és una església del municipi de Tordera (Maresme) protegida com a bé cultural d'interès local. La part baixa del campanar és d'estil preromànic, la part mitjana romànica del segle xi, i la part alta és un afegit d'estil gòtic del segle xvi. El dia de Sant Bartomeu apòstol del 1817 van acabar les obres de construcció de l'església, d'estil neoclàssic i façana barroca.

## Descripció
Sant Esteve de Tordera és al centre històric de la població, , prop del riu. És és d'estil barroc i neoclàssic, encara que conserva la torre del campanar d'un primitiu edifici romànic. L'actual edifici fou construït entre 1780 i 1817. Té un cos de tres naus, i planta de creu llatina. La façana és llisa amb un important portal barroc al que s'accedeix per una escalinata, flanquejat per dues columnes. La cornisa és truncada, amb una fornícula que conté la imatge del patró. Dos balcons amb balustres, també ornen la façana. A l'interior, d'estil neoclàssic molt transformat, l'església contenia a principis del segle xx importants obres d'art, desaparegudes l'any 1936 durant la Guerra Civil.

### Campanar
A la part inferior de la torre del campanar hi ha les restes del primitiu edifici romànic amb l'arrencament de la volta ben visible. La torre és de planta quadrada de tres pisos. El primer presenta una finestra adovellada. El segon mostra finestres geminades separades per columnes amb capitells mensuliformes. I al darrer, d'estil gòtic trobem dos grans finestrals d'arcs apuntats. Totes les obertures es repeteixen a les quatre façanes. La coberta és piramidal.

## Història
Les primeres dades històriques comprovades són de l'any 977 quan queda constància la donació feta per Ponç i altres nobles a Hildesind, abat del monestir de Sant Pere de Rodes. El campanar és l'únic vestigi que queda de l'antiga església romànica, que fou enderrocada per construir l'actual. Diversos cronistes del segle x fan referència a una important església de Sant Esteve de Tordera. Això fa suposar que és molt més antiga i que a la base seria un edifici preromànic. Damunt s'hi construí una altra que fou consagrada a la segona meitat del segle xi per Berenguer, bisbe de Girona (1032-1091) a la qual correspon l'actual campanar.
El 3 de juliol de 1737, el llavors bisbe de Girona, Baltasar Basteri i Lledó, dona l'autorització per a bastir un temple més capaç i proporcionat. La duració de les obres de construcció de l'actual temple parroquial sobre l'anterior durà solament trenta-set anys, entre el 1780 i el 1817, seguint els plans de l'arquitecte Joan Fàbregas, resident a Barcelona.